# 中国共产党江西省纪律检查委员会
中国共产党江西省纪律检查委员会，简称中共江西省纪委，是中国共产党的省级纪律检查机关，与江西省监察委员会合署办公。

## 历届组成人员
第十五届省纪委（2021年11月至今）
- 书记：马森述
- 副书记：魏晓奎（至2023年3月）、许朝杰、范小林（至2024年）、王仁辉